# 奥さまは魔女 (テレビドラマ)
『奥さまは魔女』（おくさまはまじょ、原題：Bewitched）は、1964年から1972年までアメリカのABCで全254話が放送された、シチュエーション・コメディのテレビドラマ。
日本でも1966年から日本語吹替版がTBSと毎日放送で放映された。
2004年にTBS系列の金曜ドラマ枠で放送されたリメイク版もこの項で説明する。

## 作品解説
第74話（第2シーズン）まではモノクロ放送だったが、第75話（第3シーズン）からはカラー放送となった。現在は第1・第2シーズンもデジタルリマスタリングに加え、カラライゼーションが成されており、再放送・日本版DVDはこのカラー版が採用されている。日本版DVDはカラー版のみの発売だが、アメリカでは第1・第2シーズンのモノクロ版DVDも発売されており、アメリカ版DVDはモノクロ・カラーの2種類が併存している。
本作の大人気によって、アメリカでは1965年に本作と同じスクリーン・ジェムスの制作でシドニィ・シェルダンによる類似企画『かわいい魔女ジニー』（NBC）が登場し、人気を二分した。日本では『魔法使いサリー』以下一連の「魔法少女もの」と呼ばれるジャンルが作成されるきっかけにもなった。8シーズンに及ぶ人気作となったため、アメリカでは1977年から1978年にかけスピンオフ作品として、成人となったタバサ（サマンサとダーリンの娘）を主人公に、その新婚生活などを描いた『タバサ』（主演：リサ・ハートマン）が制作され、米ABCで放送されたが、こちらは本作ほどの人気は得られず、キャスト及び設定の違う1本のパイロット版のあとキャストが変更されたパイロット版1本の後シリーズ化された11本で打ち切られた。『奥さまは魔女』から数人のオリジナルキャストが同役でゲスト出演しているものの、時代設定でのタバサの年齢の矛盾やアダムが兄(原語のみ)に変更されているなどパラレル要素もあり本編とは繋がらない点もある。
またアメリカではアニメ『原始家族フリントストーン』の1965年に放送されたエピソード"Samantha"においてフリントストーン家の近所にスティーブンス夫婦が越してくるクロスオーバーエピソード、1972年『The ABC Saturday Superstar Movie』枠において"Tabitha and Adam and the Clown Family"として10代に成長したタバサとアダムがサーカス興行をする叔母家族を訪ねるエピソードのスピンオフアニメが放送されている。
英語版と日本語版では構成がやや異なっている。英語版ではプロローグシーンのあとにタイトルが放送され、本編に入るが、日本語版では最初にタイトルが放送され、その後プロローグシーンに該当する部分が放送される。
テレビ東京で本作が再放送された際、タイトルを『へんしん！サマンサ』に変更して放送したことがあり、地方局の再放送でもこれに準じてこのタイトルが使用された事がある。
2004年には日本で同名の翻案ドラマも日本語吹替版と同じくTBS系列で制作された。設定を現代の日本に移している為、大幅にアレンジされているが、基本的な設定（主人公が新婚夫妻であること、夫が普通の人間で、妻が魔法を使うことに好意的でないことなど）は踏襲している。また、オリジナルにインスパイアされたと思われる部分も多々存在する（夫が広告代理店勤務であること。主人公の母のメイクや立ち居振る舞いなど）。

## あらすじ
広告代理店に勤めるダーリン・スティーブンスが結婚した相手、サマンサは魔女だった。彼女の結婚に反対する母親のエンドラを始めとする彼女の親戚たちも現われ、スティーブンス家に次々と珍騒動が巻き起こる。

## 登場人物・キャスト
吹替え音声は製作された1960年代後半〜1970年代前半当時のものであるため、現在では不適切な表現や放送禁止用語になった言葉が使用されている部分があり、再放送では一部のセリフを新たに録りなおすか、無音化している。これによって会話と音楽が突然途切れるシーンがある。DVDの吹替え音声はこの理由で再録されたり、当時の吹替え音声が欠落している部分が新たに録音されており、オリジナルとは異なる声優が演じていることもあるため、その部分だけ声が変わっていることがある。また撮り直しがある一方で現在でも使用は問題ないが既に一般的ではない表現の翻訳(Halloweenを万聖節、virusをビールス など)でそのまま収録されていて逆に意味が分かりにくい会話の問題も起こっている。

### スティーブンス家

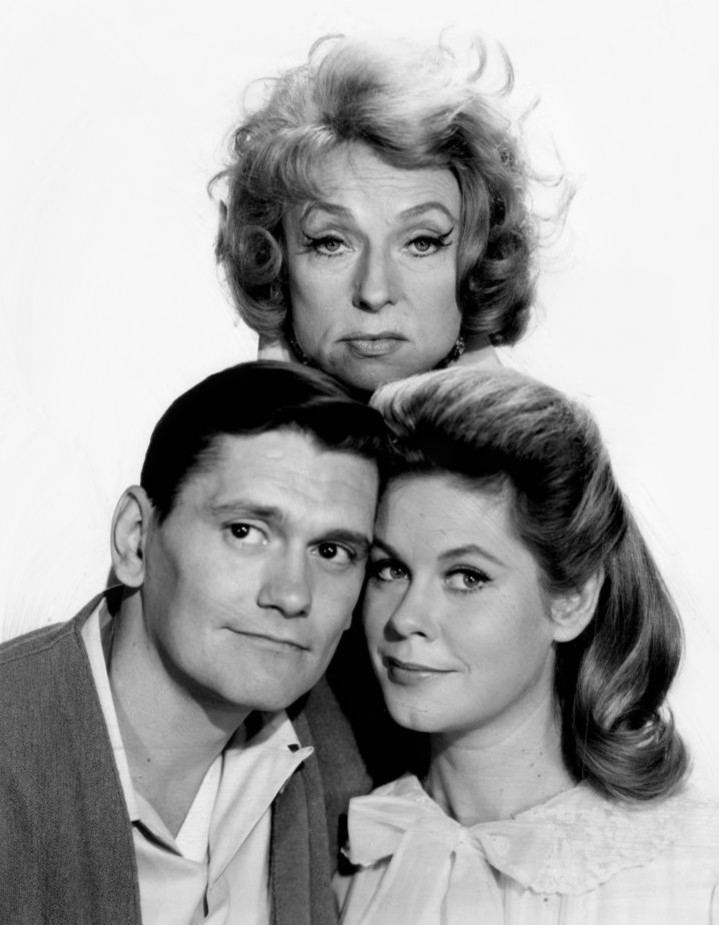
前列左から初代ダーリン役のディック・ヨーク、サマンサ役のエリザベス・モンゴメリー、後列にエンドラ役のアグネス・ムーアヘッド

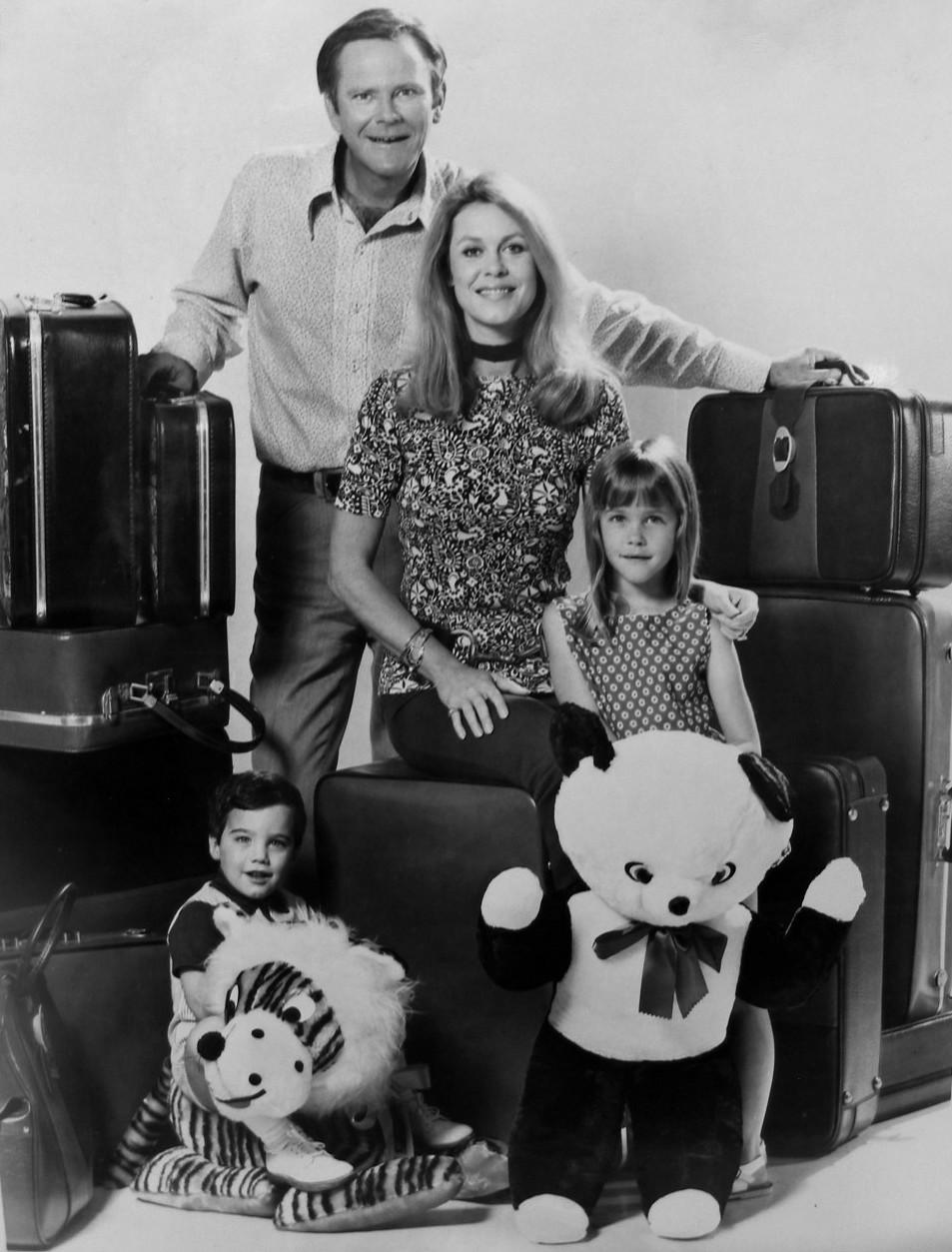
時計回り：最終シーズン（1971〜 1972年）のディック・サージェント、エリザベス・モンゴメリー、エリン・マーフィー、デビッド・ローレンス

サマンサ・スティーブンス（Samantha Stephens）
演：エリザベス・モンゴメリー、吹替：北浜晴子
金髪のかわいい若奥様。相思相愛でダーリンと結婚したが、実は魔女。「魔法は使わないこと」とダーリンと約束するが…。一時期魔法の国の女王に任命され、主婦と女王の仕事を兼任していた。
- 原語では「well」が口癖で特にダーリンに反論しようとするときに何度ととなく耳にするセリフだが、日本語ではニュアンスが生かせないため吹き替えでは割愛されている。

ダーリン・スティーブンス（Darrin Stephens）
演：第5シーズンまでディック・ヨーク・第6シーズン以降ディック・サージェント、吹替：柳澤愼一
サマンサの夫。広告代理店「マクマーン＆テイト社」の若き重役兼優秀な宣伝マン（今で言うコピーライター）。生真面目で叩いても埃が出ないほどの堅物、故に魔法で楽をすると言う発想はなく、魔法自体を嫌っている。愛妻家だが、魔女であるサマンサと結婚したせいで彼女の係累に日々悩まされる。そのせいで、舅のモーリスや姑のエンドラからまともに名前を呼ばれた事はほとんどない。「マクマーン＆テイト社」入社前の経歴については、第1シーズンで第10話で軍隊にいた事が触れられたほか、第20話で「ミズーリ大学、50年(1950年)卒」と本人が述べている。
- 第5シーズンでダーリン役を降板したデイック・ヨークは1959年に出演した映画『コルドラへの道』で落馬事故に遭遇し負傷、以来、持病となった腰の激痛を緩和させる目的で鎮痛剤を濫用し始め、本作撮影中はその副作用から情動が不安定になったり、ろれつが回らなくなる事もあり、既に薬物依存の状態だった。第5シーズンの撮影開始の頃には更に痛みが悪化。座っているシーンやソファーで横になっているシーンを増やして対応した。しかし、第5シーズン「Daddy Does His Thing (猛烈パパ登場)」の撮影リハーサル中に突然倒れ、一時意識を失う事態が発生。治療とリハビリのため降板となった。降板に近い時期のエピソードでは、ダーリンの出張中や出社している時間帯にスティーブンス家でサマンサが巻き込まれる騒動を描く事で不在の辻褄を合わせていた。
- ダーリン（Darrin）は、「最愛の人」を意味する「darling」ではない。
- ディック・サージェントはディック・ヨークより先にダーリン役のオファーを受けていたが『Broadside (男性ピンチ作戦)』に出演するため辞退していた。

タバサ・スティーブンス（Tabitha Stephens）
演：シンシア・ブラック（第2シーズン-18話）、ハイディ・ジェントリーとローラ・ジェントリーとのスイング（第2シーズン-19話）、ジュリア・ヤング、タマー・ヤングとのスイング（第2シーズン-20~36話）、エリン・マーフィーとダイアン・マーフィーとのスイング（第3シーズン-第5シーズン）、エリン・マーフィー（第6シーズン-第8シーズン）、吹替：桂玲子（第3シーズン-第8シーズン）、追加吹替：斉藤梨絵
サマンサとダーリンの娘。第1子。撮影スケジュールの効率化と年少者の労働時間の制限に関する問題の解消を図るため、双子を起用したエピソードがある。
- 成長するにつれ見た目に違いが出たため第6シーズン以降タバサはエリン・マーフィーだけが演じていたが、ダイアン・マーフィーも別のキャラクターで第6シーズン以降もゲスト出演していた。ただし実際は第4シーズンの時点でほぼエリンがメインで演じている事が多かった。

アダム・スティーブンス（Adam Stephens）
演：デヴィッド・ローレンス又はグレッグ・ローレンス、吹替：山本嘉子
第6シーズンから登場するサマンサとダーリンの第2子で息子。第7シーズンの子役はクレジットされておらず、第7シーズンからはデヴィッドのみがクレジットされていたがタバサのケースと同様に、双子を起用した。
- エリザベス・モンゴメリーは本作品出演中、当時の夫で映画監督・本作プロデューサーのウィリアム・アッシャーとの間に3人の子を儲けているが、第1子・長男ウィリアムJr.の妊娠は本作放送開始直前だったため、お腹が目立つ頃にはバスト・ショットや代役を使って乗り切った。1965年、第2シーズンが開始する頃、2人目の妊娠が発覚。この時にはそれを前面に出してドラマ上の設定でも「サマンサの妊娠」とし、次男ロバートの出産にあわせて「長女タバサ誕生」とした。この時の大きな反響を受け、1969年初頭の3人目の妊娠の際にも「サマンサの第2子妊娠」と設定、長女レベッカ・エリザベスの出産にあわせて「長男アダム誕生」としている。

### サマンサの関係者
エンドラ（Endora）
演：アグネス・ムーアヘッド、吹替：北原文枝、林洋子、津田延代、追加吹替:谷育子
サマンサの母。気が強く派手好きの魔女で各国のパーティーに参加したり旅行や買い物をするのが趣味。自慢の娘が下等動物（人間）と結婚した事が気に入らず、始終スティーブンス宅にやってきては娘の家庭を引っかき回す。
基本的に魔女仲間以外を見下している事もあり、娘想いで行う行為が騒動の元になる事も多々ある。ダーリンの1番の天敵で、彼の事を「ダーウッド」あるいは「ドナルド」など「D」が頭文字の名前で適当に呼んで蔑んでいる。夫・モリースとの仲は冷え切っており、口論が絶えないが、魔法の実力では夫に敵わず、夫が登場すると姿を消す事もしばしば。名前は旧約聖書「サムエル記上」28章に出てくる「エンドルの魔女」にちなんだもの。
エンドラはセイラム魔女裁判で知られるセイラム（吹替では「サレム」）出身の魔女の家系とされており、第7シーズンの第1話「ヒキ蛙の悩み (To Go or Not To Go, That is the Question)」でサマンサがエンドラの策略によって100年に一度のセイラムでの魔女会議に出席しなければならなくなるよう仕向けられるのを発端に、3話「ついてきちゃイヤーン! (Salem Saga)」から8話「魔力を失った魔女 (Samantha's Old Salem Trip)」において実際にセイラムでロケ撮影が行われた。
- エンドラは日本にも馴染みの魔女専門店があるという設定で第3シーズン第17話『月が出た出た』でサマンサと来日し日本人店主ワタナベさん[演：ロバート・オカザキ]と流暢な日本語の会話を披露している。ただし、話の騒動の原因となるアイテムが日本茶でダーリンの勘違いとはいえ危険なものと大騒ぎしてイメージを悪くするためか吹き替えでは行くのは香港で中国人店主から買うのは中国茶と日本要素のないものに変えられている。

モリース（モーリス）（Maurice）
演：モーリス・エヴァンス、吹替：川久保潔、島宇志夫
サマンサの父。厳格で尊大な態度の魔法使い。サマンサを溺愛する半面、ダーリンのことは見下している為に、ダーリンを「ダニエル」や「デヴィッド」と呼んで蔑んでいる。妻・エンドラとの仲は冷え切っており、顔を合わせると口論が絶えない。
アーサーおじさん（Uncle Arthur）
演：ポール・リンド、吹替：浦野光→山内雅人
エンドラの弟で大変ないたずら者。例にもれずエンドラとは仲が悪く顔を合わせれば、サマンサ達を巻き込んで姉弟喧嘩を始める。
結婚まで考えた魔女のためにいたずら心を捨てた事があるが、スティーブンス家(文字通り家)に捨てた事により大騒動に発展させている。
- 演じたリンドは第1シーズンの『とかく女と車は・・・』(原題：Driving Is The Only Way To Fly)では自動車教習官のハロルドとして出演している。

セリーナ（Serena）
演：パンドラ・スポックス（Pandora's Box＝パンドラの箱をもじったもの）＝実際にはエリザベス・モンゴメリーの変名でダブルキャスト、吹替：北浜晴子
サマンサとそっくりないとこ。黒髪である点が異なり惚れっぽく、恋愛遍歴も多い。見た目はサマンサと瓜二つではあるが性格はエンドラも手を焼くほど自由奔放。
エンドラ同様基本的に人間(特にダーリン)の事は見下しているが、相手がイイ男となれば人間でもお構いなく受け入れて関係を持つ奔放さで過去にタイムトラベルした際、ダーリンの祖先にも手を出している。
クララおばさん（Aunt Clara）
演：マリオン・ローン、吹替：関弘子
サマンサの伯母で趣味はドアノブ収集の魔女。魔法の力が年のせいで衰えており、自信喪失気味。空から落下してくる事も多い。間違った魔法でサマンサとダーリンを窮地に陥れる事もしばしば、更に呪文を忘れて事態を長引かせる事もあるが、温和な人柄で夫婦からは親しまれている。
衰えに関してはエンドラを含む他の叔母たちには魔女の威厳にかかわると問題視されており、魔女の能力をはく奪したうえ残りの人生を人間以外で過ごす裁判にかけられた事がある。
- 演じたローンは本作の制作中、第5シーズン開始早々、1968年5月9日に心臓発作のため急死。満79歳没。没後にエミー賞 コメディ部門助演女優賞が贈られている。

ハガサおばさん（Aunt Hagatha）
演：リタ・ショウ、ナンシー・アンドリュース、イザベル・マックロスキー、ケイ・エリオット、ドリーン・マクリーン、吹替：来宮良子ほか
サマンサの叔母。
エンチャンドラ（Enchantra）
演：エステル・ウィンウッド、吹替：来宮良子
サマンサの叔母。第3シーズン「タバサのテスト」に登場。

### ダーリンの関係者
フィリス・スティーブンス（Phyllis Stephens）
演：マーベル・アルバートソン、吹替：高村章子、麻生美代子
ダーリンの母。ダーリン同様エンドラからは会えば皮肉を言われるため、顔を合わせると一触即発な状態となる。
シリーズ途中からは頻繁に魔法を目撃するようになるが、グラディスと違い自分の頭がどうにかなったと気にするようになる。
フランク・スティーブンス（Frank Stephens）
演：ロバート・F・サイモン、ロイ・ロバーツ、吹替：巌金四郎、辻村真人、館敬介、井上弦太郎
ダーリンの父。ダーリン、フィリスの扱いとは打って変わってエンドラからはダーリンの血縁者でありながら何故かそれなりに好意を持たれている。
ラリー・テイト（Larry Tate）
演：デヴィッド・ホワイト、吹替：早野寿郎、追加吹替:小島敏彦
ダーリンの上司で社長。プライベートではダーリンと親友というほど仲が良い。結果に対して良く(上手いこと)も悪くも(失敗を)「やってくれたな。」というニュアンスでの「この野郎 (son of a gun)」が口癖。
堅物なダーリンと異なり、利益(こと大口契約)のためならあっさり意見を百八十度変える、ダーリンにクビをちらつかせるなど効率的でお調子者。基本的に契約が全てという姿勢ではあるが、第7シーズン第13話「水玉姉妹 (Sisters at Heart)」のように相手がレイシストだと判明した後は自分から契約を断るなど常識人の面も持っている。
ダーリンはラリーに対し全幅の信頼を置いているようで友人や取引相手から好待遇での引き抜きや独立を持ち掛けられた際、裏切れないと誘いを一蹴している。ただし、シーズンが進むにつれて売り言葉に買い言葉で何度か本当にクビにされた際はわざわざ当てつけで近所で事務所を開いたりもしている。
ルイーズ・テイト（Louise Tate）
演：第2シーズンまでアイリーン・ヴァーノン→第3シーズンからケイシー・ロジャース、吹替：赤木靖恵→水城蘭子
ラリーの妻。
ベティ・ウィルソン（Betty Wilson）
演：ジル・フォスター、吹替：増山江威子
ダーリンの秘書。

### スティーブンス家 の向かいの住人
グラディス・クラビッツ（旧姓グルーバー）（Gladys Kravitz）
演：第2シーズンまでアリス・ピアス→第3シーズンからサンドラ・ゴールド、吹替：川路夏子、追加吹替:京田尚子
お向かいの奥さん。サマンサの魔法を目撃してからは始終スティーヴンス宅を見張っている。何度もサマンサ達の魔法を目撃しているが、生来のおっちょこちょいな性格のため夫のアブナーに訴えても全然信じてもらえず、ようやくアブナー自身が確認した時には魔法が解けている、他の場所に移動しているなどして証明できないのがお約束となっている。
基本的に事態を悪化させるトラブルメーカーだが、クララおばさんが忘れていた呪文を覚えていたお陰で事態収拾の役に立った事もある。ただしこれも本人は魔法を目撃した事を訴えていただけで意図しての事ではなかったのだが。
- 初代グラディスを演じたアリス・ピアスは番組開始の時点で末期の卵巣癌との診断を受けていたが、周囲にはその事実を隠して役に臨んだ。しかし第2シーズンの開始時点で著しい体重の減少と体力の低下が顕著となり、結局シーズン終了を待たずして死去。48歳没。第2シーズン最終話（第38話）『ズボンが落ちて』が最後の出演で、回想シーンで登場する演出にして追悼された。没後にエミー賞 コメディ部門助演女優賞を贈られている。

アブナー・クラビッツ（Abner Kravitz）
演：ジョージ・トビアス、吹替：塩見竜介、追加吹替:麦人
お向かいのダンナさん。グラディスの夫。のん気な皮肉屋。趣味は多彩だがあまり長続きしない。
現在の基準では問題がある扱いだが、妻の言動は基本的に精神疾患として扱っている。
ハリエット・クラビッツ
演：メアリー・グレース・キャンフィールド、吹替：麻生みつ子
アブナーの妹。第2シーズン第30話『クサイとにらんだ』から、初代グラディス役のアリス・ピアス死去に伴い、グラディスの代役として登場。

### その他
エスメラルダ（Esmeralda）
演：アリス・ゴーストリー、吹替/野沢雅子、京田尚子
アダム妊娠中のサマンサが頑なに魔法を使わず人間として家事全般をこなす様子を目の当たりにしたエンドラが連れて来たお手伝いさん魔女。
不安を感じたりすると姿を消す癖があり、くしゃみやしゃっくりをすると無意識で魔法を使ってしまうが何処でどんな事が起こるかはエスメラルダ本人も予測できない。ただ、この魔法を無意識に発動する設定は直ぐに使われなくなりクララおばさんのように魔法が空回りして騒動を巻き起こすキャラにシフトしていった。
- 演じるアリス・ゴーストリーは第2シーズンで別の役でゲスト出演しており、アリス・ピアス死去後にグラディス役を打診されたが断っている。

ドクター・ボンベイ（Dr.Bombay）
演：バーナード・フォックス、吹替：富田耕生→寄山弘→滝口順平
本来は魔女専門の医者だが人間や植物を診る事も出来る。初期は入浴中、中期以降は何かしらの競技で新記録が出せそうな瞬間、後期は主に看護婦との競技中(比喩で実際は下ネタ)に呼び出しを受けるのがお約束となっていた。
患者の症状を診断しすぐさま治療できる腕を持っているが、一見完治出来ているように見えて実は副作用がありそれが騒動の原因となるのが定番となっている。
演者のバーナード・フォックスは第2シーズンの第29話『サマンサ消される』（原題：Disappearing Samantha）に別役でゲスト出演している。
探偵リーチ
演：ロバート・ストラウス、吹替：北村和夫
私立探偵。サマンサの魔法を目撃し、ゆすりにやってきた。
デイブ
演：ジーン・ブレイクリー、吹替：熊倉一雄
ダーリンの飲み友達の弁護士。
酔っぱらいの男性
演：ディック・ウィルソン、吹替：八奈見乗児
ダーリンの飲み友達。第3シーズンより登場。
薬剤師
演：バーニー・コペル
魔界で薬屋を営む老人。第6シーズンより度々登場。尚、演者のバーニー・コペルは異なる役柄で薬剤師以外でも頻繁にゲスト出演している。
ナレーション：中村正
『奥さまの名前はサマンサ』で始まるオープニングナレーションはオリジナル版になく、日本版だけのものである。

## 日本での放送
- 1966年2月1日から1968年9月3日まで、TBS系列の毎週火曜21:30 - 22:00（JST）に放送された。なお、1967年10月31日については元内閣総理大臣の吉田茂国葬実施に伴い、歌舞音曲を伴う番組を控えるように日本民間放送連盟（民放連）から通達が出されたことから、本番組の放送を休止。国葬に関する報道特別番組に差し替えた[10][11]。
- その後、TBS系列での放送終了から半年後の1969年4月5日 - 同年9月27日と1970年4月4日 - 同年10月24日の2期に渡って、毎日放送制作・NET（現：テレビ朝日）系列（当時）の毎週土曜19:30 - 20:00（JST）に放送され、1974年にもCBCで再放送された[12]。
- スポンサーは前半1社と後半1社で分けていたため、番組中盤のCMタイミングで、サマンサのアニメーションを使い、魔法でスポンサークレジットを変えるという演出を行っていた。再放送時にはカットされた。
- ダーリン役が代わった第6シーズン以降本国ではオープニングアニメのダーリンもディック・サージェントに似せて書き直されたが、日本放送版オープニングアニメではテロップの差し替えのみで初期のものが使い回されている。
- この当時としては珍しくシリーズ途中での打ち切りもなく最終シーズンまで放送されたが、唯一第2シーズンの27話「The Leprechaun (金は異なもの味なもの)」のみ日本では未放送だったため、後年DVD版などの特典映像で字幕版として視聴自体は可能なものの吹き替え版が存在しない。
- 2013年1月29日よりテレビ東京にて平日（月〜金曜日）の08:00 - 08:25枠にて再放送された。カラー放送がメインになって以降再放送されなかったモノクロの第一、第二シーズンをカラーライズして放送しており、また従来の再放送と異なり、プロローグシーンの後にタイトルが入るオリジナルに忠実な仕様で放送されている（第三シーズン以降はタイトル→プロローグの従来仕様である）。
- 2022年3月28日より、BS松竹東急で月曜-金曜の13:30-14:00、火曜-土曜の0:00-0:30（再放送扱い）で放送された[13]。下記のエピソードリストのうち、第1シーズンの8話と9話が逆になって放送された。また、リメイクであるシーズン2の15話「北極のサンタクロース」とシーズン2の20話「とかくシュウトメは…」は放送されず、以降の話数がマイナスで放送されていた。2023年4月3日より、放送時間が月曜-金曜の16:30-17:00に変更された（なお、再放送時間は変更なし）。

## 日本での反応
本作は日本では大ヒットし、1980年代まで再放送が繰り返された。関東地方では日本テレビで夕方や午前中に繰り返し放送された。その過程でテレビ音声多重放送が開始され、副音声を原語版とした2か国語放送化されている。特徴的な中村正のナレーションを再現したCMパロディーなども度々製作され、後年日本版としてリメイクしている。なおオープニングナレーションは原語版にはなく日本語吹き替えのみのオリジナルである。
本作のヒットは、まず魔法少女ものとして、ドラマ『コメットさん』及びアニメ『魔法使いサリー』の企画の元となり、またシチュエーションコメディとしては『おくさまは18歳』に始まる岡崎友紀シリーズにも影響を与えている（『動画王 vol.02 スーパー魔女っ子大戦』「特撮魔法少女列伝」二神啓通）。日本の少女向けの映像メディアに多くの影響を与えている。
『週刊マーガレット』（1967年32〜40号）にてわたなべまさこによるコミカライズ版が連載されたほか、『なかよし』付録でも竹中きよこによるコミカライズ版が掲載された。
1980年のロッテのマザービスケットのCMでは、サマンサとエンドラが登場。エリザベス・モンゴメリーが起用されている。エンドラ役のアグネス・ムーアヘッドは既に死去しており代役が演じている。吹替えは番組同様、北浜晴子と北原文枝が演じ、魔法を使うときの効果音も再現された。尚、北原はこのCMが放送された同じ年の10月、自宅で不慮の事故死を遂げている。なお中京テレビのように、このCMを時報CMに使った局もある。
1980年代の『オレたちひょうきん族』のオープニングでは、サマンサとエンドラが掛け合いをする回がある。

## サブタイトル

### 第1シーズン
本国放送：1964年9月17日〜1965年6月3日
1. 花嫁は魔女だった／I, Darrin, Take This Witch, Samantha
2. おおスイートホーム／Be It Ever So Mortgaged
3. 犬になったお客様／It Shouldn't Happen to a Dog
4. ままならぬママの魔女／Mother Meets What's-His-Name
5. アイデア騒動／Help, Help, Don't Save Me
6. 豆選手万歳!／Little Pitchers Have Big Fears
7. 魔女のストライキ／The Witches Are Out
8. 浮気はパリで／Witch Or Wife
9. 割り込んだ小悪魔／The Girl Reporter
10. おおマイパパ／Just One Happy Family
11. ダーリンの浮気／It Takes One To Know One
12. 生まれた生まれた…／....And Something Makes Three
13. 恋は魔術師／Love Is Blind
14. とかくシュウトメは…／Samantha Meets The Folks
15. 北極のサンタクロース／A Visions Of Sugar Plums
16. あーら不思議／It's Magic
17. 夫婦善哉／A Is For Aardvark
18. 猫にバケたな／The Cat's Meow
19. 離婚もたのし／A Nice Little Dinner Party
20. 正体みえたり／Your Witch Is Showing
21. 猫じゃ猫じゃ／Ling Ling
22. サマンサは二百才?／Eye Of The Beholder
23. 信号機やーい／Red Light,Green Light
24. サマンサよろめく／Which Witch Is Which
25. お隣の美人／Pleasure O'Riley
26. とかく女と車は…／Driving Is The Only Way To Fly
27. 年はとりたくないね／There's No Witch Like an Old Witch
28. ままならぬドア／Open The Door,Witchcraft
29. 出るぞ出るぞ／Abner Kadabra
30. またまたお隣に美人／George The Warlock
31. ああややこし／That Was My Wife
32. 図々しい奴／Illegal Separation
33. どうなっちゃったの／A Change of Face
34. たたけばホコリが／Remember The Main
35. とかく女と食物は…／Eat At Mario's
36. また変なのが出た／Cousin Edgar

### 第2シーズン
本国放送：1965年9月16日〜1966年6月9日
1. あなた、できたらしいの…／Alias Darrin Stephens
2. ダーリンがつわり?／A Very Special Delivery
3. そうとは知らぬが仏／We're In For A Bad Spell
4. 消えた赤ちゃん／My Grandson, The Warlock
5. キツネとタヌキ／The Joker Is A Card
6. イモリの目玉とコーモリと…／Take Two Aspirins and Half a Pint of Porpoise Milk
7. おお、かみよ／Trick Or Treat
8. ああ、お恥ずかしいことに…／The Very Informal Dress
9. 現われた三人組／And Then I Wrote
10. かわいいダーリンちゃん／Junior Executive
11. 旅路の果て／Aunt Clara's Old Flame
12. 山椒は小粒でも…／A Strange Little Visitor
13. 人をオモチャにして／My Boss，The Teddy Bear
14. 人間みんなウソつき／Speak The Truth
15. 北極のサンタクロース／リメイク／Visions Of Sugar Plums-Recut Version
16. ボロ小屋とガソリン／The Magic Cabin
17. お手伝いのお手伝い／Maid To Order
18. ベビー誕生／And Then There Were Three
19. おたまじゃくしは蛙の子／My Baby，The Tycoon
20. とかくシュウトメは…／リメイク／Samantha Meets The Folks-Recut Version
21. KOパンチ・ダーリン／Fastest Gun On Madison Avenue
22. クマも踊れば…／The Dancing Bear
23. ダブルプレイ・セーフ／Double Tate
24. 見た、作った、シマッタ!／Samantha，The Dressmaker
25. うまいおはなし／The Horse's Mouth
26. おクチをきいた!／Baby's First Paragraph
27. 金は異なもの味なもの／The Leprechaun
28. 雨降ってなんとやら／Double Split
29. サマンサ消される／Disappearing Samantha
30. クサイとにらんだ（前編）／Follow That Witch／Part 1
31. クサイとにらんだ（後編）／Follow That Witch／Part 2
32. ドロボーおじさま／A Bum Raps
33. まじめダーリンとあそびダーリン／Divided He Falls
34. 犬もバければ…／Man's Best Friend
35. 金のナル木／The Catnapper
36. その時どうする／What Every Young Man Should Know
37. ナヤみ多きハナ／The Girl With The Golden Nose
38. ズボンが落ちて／Prodigy

### 第3シーズン
本国放送：1966年9月15日〜1967年5月4日
1. ベビー魔女ちゃん／Nobody's Perfect
2. タバサ、やっぱりお前もか／Moment Of Truth
3. タバサのテスト／Witches And Warlocks Are My Favorite Things
4. 二人できちゃった／Accidental Twins
5. 今頃呪いなんてヤダヤダ…／A Most Unusual Wood Nymph
6. ジジ対ババ／Endora Moves In For A Spell
7. 魔女だらけのある夜／Twitch Or Treat
8. おシメのうらみ／Dangerous Diaper Dan
9. 靴が歩くぞ／The Short，Happy Circuit Of Aunt Clara
10. 夫婦ゲンカを分析すれば／I'd Rather Twitch Than Fight
11. あそび薬／Oedipus Hex
12. 恋する椅子／Sam's Spooky Chair
13. フランクリンてだれだ／My Friend Ben
14. フランクリン 裁判にかかる／Samantha For The Defense
15. ピンクの象さん出るゾウ／A Gazebo Never Forgets
16. ちびっこレース／Soap Box Derby
17. 月が出た出た／Sam In The Moon
18. ホッホッーちっちゃな恋人／Ho Ho The Clown
19. 夢のような新車／Super Car
20. モウモウ大変／The Corn Is As High As A Guernsey's Eye
21. 魔女免許取消し／The Trial And Error Of Aunt Clara
22. ムジツだよボク／Three Wishes
23. インスタント記憶術／I Remember You...Sometimes
24. 芸術はキビシーイ／Art For Sam's Sake
25. ミンクなんかいらない／Charlie Harper, Winner
26. 女王様と社長様／Aunt Clara's Victoria Victory
27. ダーリン危機一髪／The Crone Of Cawdor
28. ナイスガイは問題ガイ／No More Mr. Nice Guy
29. こんがらかった、とんがらかった／It's Wishcraft
30. 努力して失敗する方法／HowTo Fail In Business With All Kinds Of Help
31. よけいなことしたもんだ／Bewitched, Bothered And Infuriated
32. カエルにかえる／Nobody But A Frog Knows How To Live
33. 奇跡でもうけろ／There's Gold In Them Thar Pills

### 第4シーズン
本国放送：1967年9月7日〜1968年5月13日
1. サマンサ女王となる／Long Live The Queen
2. タバサの怪能力／Toys In Babeland
3. こりゃまイッタリヤ／Business, Italian Style
4. 女王変じて悪妻／Double, Double... Toil And Trouble
5. 世の中すべてケチ／Cheap, Cheap
6. 本日休業／No Zip In My Zap
7. 球は無情というけれど／Birdies, Bogies And Baxter
8. タバサと三匹のおばけ／Safe And Sane Halloween
9. はずれたな! もうッ…／Out Of Sync, Out Of Mind
10. かけもち奥様／That Was No Chick,That Was My Wife
11. ママの魔法ぬき／Allergic To Ancient Macedonian Dodo Birds
12. ダーリン魔女になる?／Samantha's Thanksgiving To Remember
13. 僕エンドラ大好き／Solid Gold Mother-In-Law
14. ダレかの耳はロバの耳／My What Big Ears You Have
15. 子守り争い／I Get Your Nannie... You Get My Goat
16. 聖しこの夜／Humbug Not To Be Spoken Here
17. モナリザの笑い／Samantha's Da Vinci Dilemma
18. 恋のエンドラ／Once In A Vial
19. 4年目のニラミあい／Snob In The Grass
20. もしサマンサがいなければ／If They Never Met
21. サマンサのヒッピー族／Hippie Hippie Hooray
22. もてて、もてて困りたい／A Prince Of A Guy
23. おばけだ! おばけだ!／Mc Tavish
24. 芝でお芝居／How Green Was My Grass
25. やるか! ドウスル?／To Twitch Or Not To Twitch
26. 犬になったオトモダチ…／Playmates
27. 出るものが出た／Tabatha's Cranky Spell
28. ユメでよかったナ／I Confess
29. ウエルカム!／A Majority Of Two
30. 宇宙人あらわる／Samantha's Secret Saucer
31. インチキとは知らないで／The No-Harm Charm
32. ソウ、のぼせないで／Man Of The Year
33. 犬も喰わぬナントヤラ／Splitsville

### 第5シーズン
本国放送：1968年9月26日〜1969年4月24日
1. ちっちゃくなっちゃった／Samantha's Wedding Present
2. 百年前にもどっちゃった／Samantha Goes South for a Spell
3. タバサのピアニスト騒動／Samantha on the Keyboard
4. サム、お嫁においでよ／Darrin, Gone and Forgotten
5. 身代わり奥様も魔女／It's So Nice to Have a Spouse Around the House
6. なに着てもカッコイー!／Mirror, Mirror on the Wall
7. おれはナポレオン／Samantha's French Pastry
8. 家出だァーもう!／Is it Magic or Imagination
9. でもデモはつづけます／Samantha Fights City Hall
10. アベコベ声がわり／Samantha Loses Her Voice
11. わたしはチョウチョ／I Don't Want to be a Toad, I Want to be a Butterfly
12. 悲しくておかしくて／Weep No More My Willow
13. 親切な親切な男／Instant Courtesy
14. サルになった女社長／Cousin Serena Strikes Again-#1
15. サルものは追え／Cousin Serena Strikes Again-#2
16. スーパーお手伝いさん／Samantha's Supermaid
17. 売れて、売れて／One Touch of Midas
18. リズムに乗りすぎて／Samantha, the Bard
19. おしゃべり首／Samantha, the Sculptress
20. ネコババしちゃった／Mrs. Stephens, Where are You?
21. 人間の男性ってすてき!／Marriage, Witches' Style
22. 猛烈モンキーマン／Going Ape
23. チビッコ魔女で大騒ぎ／Tabatha's Weekend
24. ホコリ高き名門／The Battle of Burning Oak
25. 魔力が消えた／Samantha's Power Failure
26. 国連のためなら…／Samantha Twitches for UNICEF
27. 猛烈パパ登場／Daddy Does His Thing
28. こんどは人間の子?／Samantha's Good News
29. マネキンになーれ!／Samantha's Shopping Spree
30. しゃべると消える／Samantha and Darrin in Mexico City

### 第6シーズン
本国放送：1969年9月18日〜1970年4月16日
1. タバサと豆の木／Samantha and the Beanstalk
2. 何が出るかお楽しみ／Samantha's Yoo Hoo Maid
3. ジュリアス・シーザー現る／Samantha's Caesar Salad
4. あれ食べたーい／Samantha's Curious Cravings
5. ついに二人目誕生／And Something Makes Four
6. 孫の名前で内ゲバ／Naming Samantha's New Baby
7. 魔女にされたダーリン／To Trick or
8. フィアンセはウサギ／A Bunny for Tabitha
9. ネズミにされない方法／Samantha's Secret Spell
10. 猛烈魔力サラリーマン／Daddy Comes to Visit
11. 欲望は限りなく／Darrin, The Warlock
12. クシャミ一回千客万来／Samantha's Double Mother Trouble
13. ハイハイ、イエスマン／You're So Agreeable
14. 舞いこんだサンタクロース／Santa Comes to Visit and Stays a Stays
15. 愛と仕事の間に／Samantha's Better Halves
16. 食べろや食べろ／Samantha's Lost Weekend
17. 口はわざわいのもと／The Phrase is Familiar
18. わたしは魔女よ信じて!／Samantha's Secret is Discovered
19. タバサだけのママ／Tabitha's Very Own Samantha
20. スーパーマンはタノシーイ／Super Arthur
21. 社長の椅子をねらえ／What Makes Darrin Run
22. 宇宙舞踏会への招待／Serena Stops the Show
23. 大人になるのはイヤ!／Just a Kid Again
24. 女子大生ってキライ?／Generation Zap
25. オンモに出たい／Okay, Who's the Wise Witch?
26. いとしのセリーナ／A Chance on Love
27. 仕事なんてもうヤメタ／If the Shoe Pinches
28. 絵は口ほどに物をいい／Mona Sammy
29. 魔女を骨ぬきにする方法／Turn on the Old Charm
30. 一口のんで好きになーれ／Make Love, Not Hate

### 第7シーズン
本国放送：1970年9月24日〜1971年4月22日
1. ヒキ蛙の悩み／To Go or Not To Go, That is the Question
2. 居すわった女王陛下／Salem Here We Come
3. ついてきちゃイヤーン!／Salem Saga
4. こたつの正体は…／Samantha's Hot Bedwarmer
5. ダーリン銅像となる／Darrin on a Pedestal
6. ティーポットやーい!／Paul Revere Rides Again
7. 見たぞ! 見たぞ!／Samantha's Bad Day in Salem
8. 魔力を失った魔女／Samantha's Old Salem Trip
9. 変てこりんな犬／Samantha's Pet Warlock
10. サマンサのおじいちゃん／Samantha's Old Man
11. あなたが笑えば私も笑う／The Corsican Cousins
12. スランプも魔法のせい?／Samantha's Magic Potion
13. 水玉姉妹／Sisters at Heart
14. おしゅうとめさんNo.1／The Mother-in-Law of the Year
15. よっぱらったようせい／Mary, The Good Fairy
16. 帰ってきたよっぱらい／The Good Fairy Strikes Again
17. ダーリンは魔法使いになる!／The Return of Darrin the Bold
18. いたずらおじさん変身ス／The House That Uncle Arthur Built
19. 魔女ドックいり／Samantha and the Troll
20. ダーリン豚児になる／This Little Piggie
21. 夫婦交換／Mixed Doubles
22. ゴリラが出たぞー!／Darrin Goes Ape
23. 拾った大金、どうする?／Money Happy Returns
24. 子供はウソをつきません／Out of the Mouths of Babes
25. 魔女がしゃっくりをした時／Samantha's Psychic Pslip
26. 中年魔女のイメージ・チェンジ／Samantha's Magic Mirror?
27. 幸せなら笑いましょう／Laugh, Clown, Laugh
28. ダーリンのママも魔女?／Samantha and the Antique Doll

### 第8シーズン
本国放送：1971年9月15日〜1972年3月25日
1. サマンサの首あやうし／How Not to Lose Your Head to Henry VIII, Part1
2. いとしの妻よ いずこ／How Not to Lose Your Head to Henry VIII, Part 2
3. ネス湖の怪獣の正体は?／Samantha and the Loch Ness Monster
4. まっすぐなピサの斜塔／Samantha's Not So Leaning Tower of Pisa
5. ビーナスよみがえる／Bewitched, Bothered and Baldoni
6. ダーリン、エッフェル塔のてっぺんに／Paris, Witches' Style
7. ダーリン幽霊に侵入さる／The Ghost Who Made a Spectre of Himself
8. タバサのスター誕生／TV or Not TV
9. 魔力が消えちゃった!／A Plague on Maurice and Samantha
10. 絵本からとび出した／Hansel and Gretel in Samanthaland
11. ダーリン、独立する／The Warlock in the Gray Flannel Suit
12. 八年目の浮気?／The Eight Year Itch Witch
13. ダーリンは木馬にのって／Three Men and a Witch on a Horse
14. アダム、空中遊泳成功?／Adam,Warlock or Washout
15. エスメラルダの大魔術／Samantha's Magic Sitter
16. サマンサ宇宙遊泳症になる／Samantha Is Earthbound
17. 気紛れ台風セリーナ／Serena's Richcraft
18. タバサのアイス・スケート／Samantha on Thin Ice
19. 若返ったラリー／Serena's Youth Pill
20. タバサの学校生活／Tabitha's First Day at School
21. ワシントン騒動記（前編）／George Washington Zapped Here, Part 1
22. ワシントン騒動記（後編）／George Washington Zapped Here, Part 2
23. タバサは天才／School Days, School Daze
24. 内助の功は魔法の功／A Good Turn Never Goes Unpunished
25. サマンサ赤じま病になる／Sam's Witchcraft Blows a Fuse
26. 人の心は謎々／The Truth, Nothing But the Truth, So Help Me, Sam

## 日本語版制作スタッフ
- 演出 - 内池望博、加藤敏
- 翻訳 - 木原たけし、森みさ
- 効果 - TFCグループ
- 音楽 - 重秀彦
- 調整 - 前田政信
- 配給 - （株）ソニーピクチャーズ・エンタテインメント

| TBS 火曜21:30枠                                    | TBS 火曜21:30枠                               | TBS 火曜21:30枠                        |
| 前番組                                             | 番組名                                        | 次番組                                 |
| -------------------------------------------------- | --------------------------------------------- | -------------------------------------- |
| 怪盗ねずみ小僧                                     | 奥さまは魔女 （1966年2月1日 - 1968年9月3日）  | いたずら天使                           |
| 毎日放送・NET系列 土曜19:30枠（本作よりドラマ枠）  |                                               |                                        |
| チャレンジショー                                   | 奥さまは魔女 （1969年4月5日 - 9月27日）       | かわいい魔女ジニー （第2シリーズ）     |
| かわいい魔女ジニー （第2シリーズ）                 | 奥さまは魔女 （1970年4月4日 - 10月24日）      | 魔女はホットなお年頃                   |
| テレビ東京 平日午前8時前半枠（8:00 - 8:25）        |                                               |                                        |
| 世界の料理ショー （2012年11月5日 - 2013年1月28日） | 奥さまは魔女 （2013年1月29日 - 2014年2月6日） | かわいい魔女ジニー （2014年2月7日 - ） |

## 日本版「奥さまは魔女」
TBS系列の金曜ドラマ枠（毎週金曜日22:00 - 22:54、JST）で2004年1月16日から3月26日まで放送された日本のテレビドラマ。主演は米倉涼子。
アメリカ版をリメイクしたドラマで、役名等の殆どや会社名に日本人メジャーリーガーの苗字を使っている。また、撮影に関しては幕張新都心地区で多くを行っていた。
同年12月21日火曜日の21:00 - 22:54に、「クリスマスドラマSP 奥さまは魔女リターンズ　北極のサンタクロース救出大作戦！」と題して復活した。

### 日本版のキャスト

#### 松井家
松井 ありさ
演 - 米倉涼子
かつて人間界に住んでいた事がある祖母の影響で、魔法を使わない世界（人間界）に興味を持ち、魔界から出てきた魔女。だがほうきのトラブルで日本に不時着。その際、大抽選会で特賞で超高層マンション「TOKYOグランパワー」のモデルルームを引当て、日本に住み着く。
そこで譲二と出会い、互いに恋に落ちて結婚する。その後、愛娘・つばさも誕生し、家族三人でしあわせいっぱいに過ごしていたが、最終話の魔王の命令で、つばさを魔女として教育をさせるため、魔界に帰還せざるを得なかったが、スペシャル版では5年後の日本につばさとともに人間界に戻った。
正義感が強く、いつも明るくて優しい性格。人間として生きたい夫との約束により、なるべく魔法を使わないように奮闘するが、状況により魔法を使って様々な騒動を起こすことも。
松井 譲二
演 - 原田泰造（ネプチューン）
広告代理店「イラブ広告」社員。ありさが魔女である事を承知で結婚をする。一方で魔法を使わずに地道な行動で成功することを心掛け、「どんな難題も、全力を尽せば解決する」というのが信念。柔道の有段者である。天敵はありさの実母・ダリア。
苗字は松井秀喜から。なお「イラブ広告」の社名は伊良部秀輝から。
松井 つばさ
演 - 山内菜々（現・日向ななみ）（クリスマススペシャルは渡辺彩乃）
ありさと譲二の一人娘。ありさやダリアやさくらの魔女の血を受け継いでおり、魔法が使える。名前は「魔法なんか使わなくても、自分の翼（力）で空を飛べるような人になるように」と譲二が付けた。
最終回ではありさと共に魔界へ帰還し、魔王直々の教育により、2年も飛び級して魔界の学校を卒業した後、スペシャル版で成長した姿をみせた。しかし、人間界のことをわかっておらず、あちこちで魔法をつかって様々な騒動を起こす。
松井 佐代
演 - 吉行和子
譲二の実母。実家の伊勢で定食屋を営んでいる。嫁の顔みたさに東海道新幹線や夜行バスなどで上京するという人の良いおばさん。ありさやつばさが魔女だという事実は知らない。

#### 魔界
ダリア
演 - 夏木マリ
ありさの母。魔女。気が強く、性格と根性が悪くて、見栄っ張りかつ派手好きで化粧が濃い。溺愛していた自慢の一人娘が人間（下等動物）と結婚したことが気に入らず、始終娘夫婦の家に突然やってきて魔法でイタズラをしては引っかき回す。娘想いの行動が騒動の元となり、譲二の一番の天敵で彼のことを「サル」あるいは「チンパンジー」と呼び蔑んでいる。シェークスピアと付き合った事があるらしい。現在別居中の夫・マリオとは不仲で口論が絶えないが、魔法の実力では夫には敵わない。魔法で突然現れ、まともに玄関から入ってきた事は一度もない。
最終話でありさがつばさと共に魔界に戻ってからは、譲二のところへたまにからかいに来ており、スペシャル版の冒頭ではありさに成り済ます魔法で譲二を惑わせた。
マリオ
演 - 津川雅彦
ありさの父。魔法使い。妻・ダリアとは、仲が悪く現在別居中。魔法の腕は、ありさやダリアや義姉・さくらより強く、一流の魔法使い。ダリア以上に人間嫌いで、譲二の事も認めていない。つばさが産まれる時、男なら「マリオ二世」、女なら「ダリア二世」にするつもりだった。
さくらおばさま
演 - 岸田今日子
ダリアの実姉でありさの伯母。魔女。実妹・ダリアとは正反対に優しく温厚な性格で、譲二の事も認めている。人間と結婚したありさの唯一の良き理解者である。魔法の腕は壊滅的で、成功した事は殆どない。ダリア同様、まともに玄関から入ってきた事は一度もない。魔法の薬を人間である鈴木に飲ませたことがあり、騒動を起こすこともあった。
魔王
演 - 石田太郎
最終話に出演。魔界を統べる魔王。つばさが魔女の子である事を理由に下僕を使って、つばさを黒い車に乗せて攫った。人間の事を嫌っており、魔女狩りの悲劇の二の舞を起こさないか心配していた。

#### 鈴木家
鈴木 一夫
演 - 竹中直人
譲二の上司。イチローの本名・鈴木一朗と一文字違いなのを自慢している。かなりの愛妻家。イヤミで少々横暴な一面もあるが、なぜか憎めない性格。自分では部下思いの良い管理職と思っている。さくらとは意気投合しており、彼女から貰った魔法の薬を飲んで急激に若返ってしまったことがある。苗字は前述の通り、イチローの本名の「鈴木一朗」から。
鈴木 恵美子
演 - 室井滋
一夫の妻。愛称は「エミリー」。松井夫妻の事を何かと世話を焼いてくれる。旧姓は「高津」で、大手クライアントの製薬会社「青木製薬」の元重役の娘。長年子宝に恵まれなかったが、長男・祥太郎が誕生してからは、すっかり教育熱心になった。
鈴木 祥太郎
演 - 猪俣真之介（クリスマススペシャルは春山幹介）
一夫と恵美子の息子。つばさが5歳になった第10話に出演。スペシャル版では大学付属の小学校でつばさと同じクラスメイトになった。

#### 佐々木家
佐々木 周三 / 佐々木 倉子
演 - マギー司郎 / 冨士眞奈美
松井家の向かいのマンションに住む夫妻。妻・倉子は度々ありさ達が魔法を使うのを自宅から目撃してしまっている。「あ〜んた!あ〜んた!!大変だよ〜!!」と大騒ぎで夫・周三に報告するも、全然信じてもらえず、軽くあしらわれてしまう。ご近所思いのいい夫妻。なお、周三は元高校教師で、漢語に造詣が深い。
スペシャル版では逆に周三がつばさの魔法を使うのを目撃し「おまえー!おまえー!!」と大騒ぎで妻に報告するも、最終回でありさ達の魔法に慣れてしまった倉子にあしらわれてしまう。なお周三は「海蛇の黒酢付け」にハマっており、譲二に勧めたことも。周三はサンタクロースを目撃したが倉子には見えなかった。そのことが原因で倉子からは「黒酢付けの副作用が効いたんだよ」と言われてしまうが、最終盤では松井夫妻がほうきに乗って空を飛ぶのを目撃してしまうが、周三からは「またお前も副作用かい」と軽くあしらわれてしまった。
苗字は佐々木主浩から。

#### その他
野茂 詩織
演 - 石川亜沙美
「NOMOカンパニー」の社長令嬢で女部長。若手かつ細腕ながら、なかなかのやり手で、従来の接待攻勢がなかなか通じない模様。
苗字は野茂英雄から。
木田 正也
演 - 塩谷瞬
詩織の秘書。常に彼女と行動を共にし、スーツの内側から色んな物（殺虫剤・風邪薬・安産のお守り・玩具等。スペシャル版ではお見合い写真や胃薬も）を取り出せる。子供好きで、松井家に行くとつばさの良い遊び相手になる。
苗字は木田優夫から。
長谷川 洋美
演 - 青木さやか（クリスマススペシャルは金子さやか）
「イラブ広告」の社員。要領が良くて、とにかく酒を飲むのが大好きで、性格は男っぽい（というか、オヤジっぽい）。接待攻勢でクライアントに気に入られるが、仕事自体はポカも多く、その度に譲二に助けられたりもする。後にスペシャル版ではダイエットに成功している。
苗字は長谷川滋利から。

#### ゲスト出演
炎の料理人
演 - 陳建一
第3話に出演。さくらの魔法で松井家に現れ、豪勢な料理と見事な腕前を見せる。

カルロス 石井
演 - 大澄賢也
第4話に出演。タンゴ教室の教師でダリアがありさに変身したことも知らずに恋をする。なお、恵美子曰く女性にはやたら手が早い性格で有名とのこと。後にスペシャル版にて再登場した。
苗字は石井一久から。
新庄 雪子
演 - 水川あさみ
第5話に出演。その正体は雪女で、恋人である文左衛門が350年前の譲二の祖先（越前屋譲吉）に殺害された事がきっかけで、山の神に誓って、譲吉以降の子孫に30歳の誕生日に氷の様な体となり10日間苦しむという災いが降りかかる呪いをかけた。普段はアメリカで栄養学を学んだ後、NOMOカンパニーとダイエット飲料の共同開発を持ちかけられた時にNOMOカンパニーを訪れた。
苗字は新庄剛志から。
大塚屋 文左衛門
演 - 高杉瑞穂
第5話に出演。雪子の恋人。越前屋から金を借りたという嘘をつかれ、偽の証文で店の借金で明け渡すことができない事や密貿易などの証拠を突きつけようと決心するも、譲吉と悪代官によって殺害されそうになるも、タイムスリップしたありさや御老公一行の活躍によって、殺害から免れる。その後、350年後の現代では譲二が入院している病院で文左衛門の子孫が医師として勤務している。
苗字は大塚晶則から。
越前屋 譲吉
演 - 原田泰造（ネプチューン）
譲二の350年前の祖先。廻船問屋「越前屋」を営んでいる。偽の証文でお金をだまし取る非道な商人で、後に悪代官（演：竹中直人）を手を組み、文左衛門を殺害しようと企むが、ありさや御老公一行に成敗される。
水戸光圀
演 - 里見浩太朗
第5話に出演。『水戸黄門』からのスペシャルゲスト。通称「御老公」。

佐々木助三郎
演 - 原田龍二
第5話に出演。『水戸黄門』からのスペシャルゲスト。通称「助さん」。

渥美格之進
演 - 合田雅吏
第5話に出演。『水戸黄門』からのスペシャルゲスト。通称「格さん」。

レジ店員
演 - 武田まる実
第6話に出演。ありさが行くスーパーマーケットの店員。

田口 孝司
演 - 寺門ジモン（ダチョウ倶楽部）
第7話に出演。田口探偵事務所を営む探偵。顔見知りである大家の依頼で松井家の身辺調査をしていたところで倉子と共にありさの魔法を目撃し、脅迫するもありさの魔法に引っかかり、二度もヤクザの事務所に飛ばされて袋叩きにされたり、ありさが魔法を使う証拠動画を撮るもダリアの魔法で偽の動画にすり替えられたりと散々な目に遭うものの、それでもめげずにありさを追い詰めるが、ダリアの魔法によって柔道着姿で現れた譲二に成敗される。そして最後は、最終手段として呪いを使おうとしていたありさによって、呪いの代わりに恐竜時代へ飛ばされた。
苗字は田口壮から。
大家課長
演 - 徳井優
第7話に出演。「NOMOカンパニー」の課長。譲二の昇進を気に入らず、彼の弱味を握って蹴落とすべく田口を雇う。
苗字は大家友和から。
根本はるみ
演 - 根本はるみ（本人）
第7話に出演。会社のエレベーターで譲二とすれ違った際に、ダリアの魔法で水着姿にされてしまう。
ヤクザ
演 - 桐生コウジ
第7話に出演。田口がありさの魔法で飛ばされた組事務所の親分。UNOや人生ゲームで遊んでいた組員二人に田口を締め上げるよう命じる。

高津 松蔵
演 - 石井光三
第8話に出演。恵美子の父親で一夫の義父で頭が上がらない人物。主要クライアント企業である製薬会社「青木製薬」の元重役で、現在は長野県軽井沢町に住んでいる。なお「青木製薬」は健康緑汁を販売している。
苗字は高津臣吾から。
吉井 法子
演 - 深浦加奈子
第10話に出演。幼児教室「ブレインズ・キディクラブ」の先生。ダリアの魔法にかけられたつばさの活躍ぶりを見て、つばさを天才少女と称し、後につばさを招いて特別授業を開くも、つばさがペンギンやうさぎなどの人形を飛ばせる魔法をかけるのを目撃し、塾を閉鎖する羽目になった。その際、つばさは塾を辞めさせられた。
苗字は吉井理人から。
サンタクロース
演 - ブラザートム
スペシャル版に出演。さくらの魔法で、つばさを祥太郎から嘘つき人間なんて言われないために呼び出された。人間は疑う事を知らないまっすぐ心の持ち主にしか見えない。なお、ありさとは過去にも会っている。

### 日本版のスタッフ
- 脚本 - 後藤法子
- チーフプロデューサー - 貴島誠一郎（当時：ドリマックス・テレビジョン、現職：TBSテレビ）
- プロデューサー - 刀根鉄太
- 演出 - 吉田秋生、酒井聖博、竹村謙太郎
- 音楽 - 本間勇輔
- オープニングテーマ - Tommy february6「MaGic in youR Eyes」
- エンディングテーマ - 10,000 Promises.「One True Love」「家に帰ろう (マイ・スイート・ホーム)」
- 製作 - ソニー・ピクチャーズ・エンタテインメント・ドリマックス・テレビジョン・TBSテレビ

### 日本版の放送日程

#### 連続ドラマ
| 各話                                                       | 放送日        | サブタイトル           | 演出       | 視聴率 |
| ---------------------------------------------------------- | ------------- | ---------------------- | ---------- | ------ |
| 第1話                                                      | 2004年1月16日 | 結婚!?魔女の条件       | 吉田秋生   | 11.7%  |
| 第2話                                                      | 2004年1月23日 | 決戦!姑 VS 魔女母      | 吉田秋生   | 12.5%  |
| 第3話                                                      | 2004年1月30日 | 鉄人風!恋の魔法        | 酒井聖博   | 13.1%  |
| 第4話                                                      | 2004年2月06日 | 変身!もののけ妻        | 酒井聖博   | 12.6%  |
| 第5話                                                      | 2004年2月13日 | 助けて!黄門さま        | 吉田秋生   | 11.3%  |
| 第6話                                                      | 2004年2月20日 | 奇跡!若返りの薬        | 吉田秋生   | 12.2%  |
| 第7話                                                      | 2004年2月27日 | 魔女がバレた!          | 竹村謙太郎 | 10.9%  |
| 第8話                                                      | 2004年3月05日 | 人間がホンネを喋る魔法 | 酒井聖博   | 09.8%  |
| 第9話                                                      | 2004年3月12日 | 魔女の妊娠!魔王の怒り  | 酒井聖博   | 09.8%  |
| 第10話                                                     | 2004年3月19日 | つばさのお受験!        | 吉田秋生   | 10.1%  |
| 最終話                                                     | 2004年3月26日 | さよならダーリン       | 吉田秋生   | 08.9%  |
| 平均視聴率 11.2%（視聴率は関東地区・ビデオリサーチ社調べ） |               |                        |            |        |

#### スペシャル
| 放送日         | サブタイトル                                            | 演出     | 視聴率 |
| -------------- | ------------------------------------------------------- | -------- | ------ |
| 2004年12月21日 | 奥さまは魔女リターンズ 北極のサンタクロース救出大作戦！ | 吉田秋生 | 9.2%   |

| TBS系列 金曜ドラマ                               | TBS系列 金曜ドラマ                       | TBS系列 金曜ドラマ                        |
| 前番組                                           | 番組名                                   | 次番組                                    |
| ------------------------------------------------ | ---------------------------------------- | ----------------------------------------- |
| ヤンキー母校に帰る （2003年10月10日 - 12月12日） | 奥さまは魔女 （2004年1月16日 - 3月26日） | ホームドラマ! （2004年4月16日 - 6月25日） |

## コミカライズ
- 『奥さまは魔女』 - わたなべまさこ作、集英社週刊マーガレット連載、1967年32号 - 40号[17][18]
- 『奥さまは魔女』 - 竹中きよこ作、講談社なかよし付録、1968年2月号[19][20]